# ميخائيل ريكيتس
ميخائيل ريكيتس (بالإنجليزية: Michael Ricketts)‏ هو لاعب كرة قدم بريطاني في مركز الهجوم، ولد في 4 ديسمبر 1978 في برمنغهام في المملكة المتحدة. شارك مع منتخب إنجلترا لكرة القدم. أما مع النوادي، فقد لعب مع أولدهام أثلتيك وبريستون نورث إيند وبولتون واندررز وستوك سيتي وكارديف سيتي وليدز يونايتد ونادي بيرنلي ونادي ترانمير روفرز ونادي ساوثيند يونايتد ونادي ميدلزبره ونادي والسول.

## وصلات خارجية
- ميخائيل ريكيتس على موقع قاعدة بيانات كرة القدم.إي يو (الإنجليزية)
- ميخائيل ريكيتس على موقع ناشيونال فوتبول تيمز (الإنجليزية)
- ميخائيل ريكيتس على موقع Soccerbase.com (لاعب) (الإنجليزية)
- ميخائيل ريكيتس على موقع عالم كرة القدم.نت (الإنجليزية)